# Head Like a Hole
《Head Like a Hole》(halo 3으로 불리기도 한다)은 앨범 《Pretty Hate Machine》에도 수록된 나인 인치 네일스의 두 번째 싱글 음반이다.

## 수록곡
Head Like a Hole은 공식적으로 발매된 세 번째 나인 인치 네일스앨범이며 《Pretty Hate Machine》의 여러 음악들의 리믹스 버전이 수록되어있다. 또한 이 싱글은 "Pretty Hate Machine"보다 재생시간이 길다. 이 싱글에서 세 곡을 추려내어 영국에서 발매되기도 하였다. 영국반에는 미국반엔 수록되어있지 않는 리믹스인 "Head Like a Hole (Opal)"이 수록되어있다. "Head Like a Hole (Copper)"는 영국밴드 퀸의 "Body Language"의 드럼비트를 샘플링하여 사용하였고 "Down in It (Shred)"과 "Down in It (Singe)"는 이미《Down in It》싱글에서 릴리즈되었던 곡이지만 "Down in It (Singe)"는 러닝타임이 18초만큼 늘어나있다. 또한 리스트에 존재하지 않는 열한번째 트랙은 Kelly Ripa가 "Let's hear it for Nine Inch Nails! Woo! They're good!"라고 소리치는 트랙이며 "Dance Party USA"라는 제목으로《Closure》DVD에서 볼 수 있다. 최근에는 11개의 미국반 트랙들이 리패키지되어 재발매되었다. 이 버전은 영국에도 마침내 출시되었다.

#### 미국반
1. "Head Like a Hole (Slate)" (remixed by Trent Reznor, Flood) – 4:13
2. "Head Like a Hole (Clay)" (remixed by Keith LeBlanc) – 4:30
3. "Terrible Lie (Sympathetic Mix)" (remixed by Reznor, Flood) – 4:26
4. "Head Like a Hole (Copper)" (remixed by Reznor, Flood) – 6:26
5. "You Know Who You Are" (remixed by Reznor, Flood) – 5:40
6. "Head Like a Hole (Soil)" (remixed by Reznor, Flood) – 6:38
7. "Terrible Lie (Empathetic Mix)" (remixed by Reznor, Flood) – 6:11
8. "Down in It (Shred)" (remixed by Adrian Sherwood, LeBlanc) – 6:51
9. "Down in It (Singe)" (remixed by Sherwood, LeBlanc) – 7:21
10. "Down in It (Demo)" (remixed by Reznor) – 3:55
11. (unlisted track) – 0:04

#### 영국반
1. "Head Like a Hole (Clay)" (remixed by LeBlanc) – 4:30
2. "Head Like a Hole (Copper)" (remixed by Reznor, Flood) – 6:26
3. "Head Like a Hole (Opal)" (remixed by Reznor, Flood) – 5:18

- 1번트랙이 CD에는 "Head Like a Hole (slate)"으로 잘못표시되어 있다.

## 뮤직비디오
"Head Like a Hole"의 뮤직비디오는 이 앨범의 "Clay"버전을 기반으로 제작되었다. 《Down in It》과 같은 감독인 Eric Zimmerman에 의해 촬영되었고 1990년 3월에 공개되었고 그 후 1997년 《Closure》에서 다시 공개되었다. 이 비디오에서는 Trent Reznor, Richard Patrick, Chris Vrenna 그리고 객원 드러머 Martin Atkins가 출연한다.